# Sociedad Deportiva Almazán
La Sociedad Deportiva Almazán es un club de fútbol español de la villa soriana de Almazán (Castilla y León). Fue fundado en 1967 por D. Antonio Pedroviejo Cid  y juega en la Tercera Federación de España.

## Historia
La Sociedad Deportiva Almazán fue fundada en 1967, actualmente milita en el Grupo 8 de la Tercera División de España, donde ha participado en 34 ocasiones. El equipo ha disputado una única vez la fase de ascenso a la Segunda División B de España. También ha participado tres años en la Copa del Rey.

## Uniforme
- Uniforme titular: Camiseta blanca, pantalón azul y medias blancas.

- Uniforme alternativo: Camiseta naranja, pantalón blanco y medias naranjas.

- Uniforme suplente: Camiseta verde, pantalón blanco y medias verdes.

## Estadio
La Sociedad Deportiva Almazán juega en el Estadio Municipal de la Arboleda, que tiene una capacidad para 2.000 espectadores, el cual se inauguró el 22 de enero de 1968. Sus dimensiones son de 105 x 65 m.
En el año 2008 (aunque en ocasiones anteriores ya había sucedido, pero de una manera más moderada) el muro que da a la parte del paseo de La Arboleda, se derribó debido a las fuertes rachas de viento. Tras este incidente se barajó la posibilidad, y estuvo a punto de realizarse, de poner una grada a lo largo de toda la banda, con un tejadillo y unas de asientos. Pero al final, dicha idea fue desestimada, y se realizó otro muro de similares características al anterior, pero de una estructura mucho más sólida para evitar altercados.

## Jugadores y cuerpo técnico

### Plantilla y cuerpo técnico 2020/21
- En 1.ª y 2.ª desde la temporada 1995-96 los jugadores con dorsales superiores al 25 son, a todos los efectos, jugadores del filial y como tales, podrán compaginar partidos con el primer y segundo equipo. Como exigen las normas de la LFP, los jugadores de la primera plantilla deberán llevar los dorsales del 1 al 25. Del 26 en adelante serán jugadores del equipo filial.
- Como exigen las normas de la RFEF desde la temporada 2019-20 en 2ªB y desde la 2020-21 para 3.ª, los jugadores de la primera plantilla deberán llevar los dorsales del 1 al 22, reservándose los números 1 y 13 para los porteros y el 25 para un eventual tercer portero. Los dorsales 23, 24 y del 26 en adelante serán para los futbolistas del filial, y también serán fijos y nominales.
- Los equipos españoles están limitados a tener en la plantilla un máximo de tres jugadores sin pasaporte de la Unión Europea. La lista incluye solo la principal nacionalidad de cada jugador.La lista incluye sólo la principal nacionalidad de cada jugador. Algunos de los jugadores no europeos tienen doble nacionalidad de algún país de la UE:

```
LEYENDA
 
* 
Canterano
: 
 
* 
Pasaporte europeo
: 
 
* 
Extracomunitario sin restricción
: 

* Extracomunitario: 
 
* 
Formación
: 
```

## Datos del club
- Temporadas en 3.ª: 34 (incluida temporada 2020-21).
- Mejor puesto en la liga: 3º (Tercera División de España temporada 1990-91) → Promoción ascenso.
- Peor puesto en la liga: 20º (Tercera División de España temporada 1978-79).
- Participaciones en Copa del Rey: 3 temporadas (1978-79, 1991-92 y 1992-93. 2021-2022).

### Participaciones enCopa del Rey
Inforación Copa del Rey:
| Temporada | Ronda         | Rival              | Local | Visitante | Global |  |
| --------- | ------------- | ------------------ | ----- | --------- | ------ |  |
| 1978-79   | Primera ronda | UD Salamanca       | 0-4   | 1-3       | 1-7    |  |
| 1991-92   | Primera ronda | CF Palencia        | 1-4   | 1-1       | 2-5    |  |
| 1992-93   | Primera ronda | Real Ávila CF      | 2-1   | 1-1       | 3-2    |  |
| 1992-93   | Segunda ronda | CD Numancia        | 0-0   | 0-4       | 0-4    |  |
| 2022-23   | Primera ronda | Atlético de Madrid | 0-2   |           | 0-2    |  |